# René Laloux
René Laloux (Parigi, 13 luglio 1929 – Angoulême, 14 marzo 2004) è stato un regista, animatore e sceneggiatore francese.
Ha vinto il Grand Prix Speciale della Giuria al Festival di Cannes 1973 con Il pianeta selvaggio (La planète sauvage). Concepì il film I figli della pioggia (2003), ma in seguito abbandonò questo progetto in favore del suo discepolo Philippe Leclerc.

## Biografia
Laloux nacque a Parigi nel 1929 e frequentò la scuola d'arte per studiare pittura. Dopo un po' di tempo in cui lavorò nel mondo della pubblicità, ottenne un lavoro in un istituto psichiatrico dove iniziò a sperimentare l'animazione con alcuni stagisti. È presso l'istituzione psichiatrica che ha realizzato negli anni sessanta Les Dents du Singe (Monkey's Teeth), in collaborazione con lo studio di Paul Grimault e utilizzando una sceneggiatura scritta dagli stagisti.
Un altro suo importante collaboratore fu Roland Topor con il quale Laloux creò Les Temps Morts (Dead Time, 1964), Les Escargots (The Snails, 1965) e la sua opera più famosa, il lungometraggio La Planète Sauvage (Il Pianeta Selvaggio, Fantastic Planet, 1973).
Laloux ha anche lavorato con Jean Giraud (Mœbius) per creare il film Les Maîtres du temps (Time Masters), trasmesso nel 1982. Il film del 1988 Gandahar, distribuito negli Stati Uniti con il titolo Light Years, venne realizzato in collaborazione con l'artista Caza . 
Laloux morì di infarto il 14 marzo 2004.

## Filmografia

### Lungometraggi
- Il pianeta selvaggio (La planète sauvage) (1973)
- I maestri del tempo (Les maîtres du temps) (1982)
- Gandahar (1987)

### Cortometraggi
- Tick-Tock (1957)
- Les Achalunés (1958)
- Les Dents du singe (1960)
- Les Temps morts (1964)
- Les Escargots (1965)
- The Play (1975)
- Quality Control (1984)
- Comment Wang-Fo fut sauvé (1987)
- La Prisonnière (1988)
- L'Œil du loup (1998) (solo sceneggiatura)